# Teigling

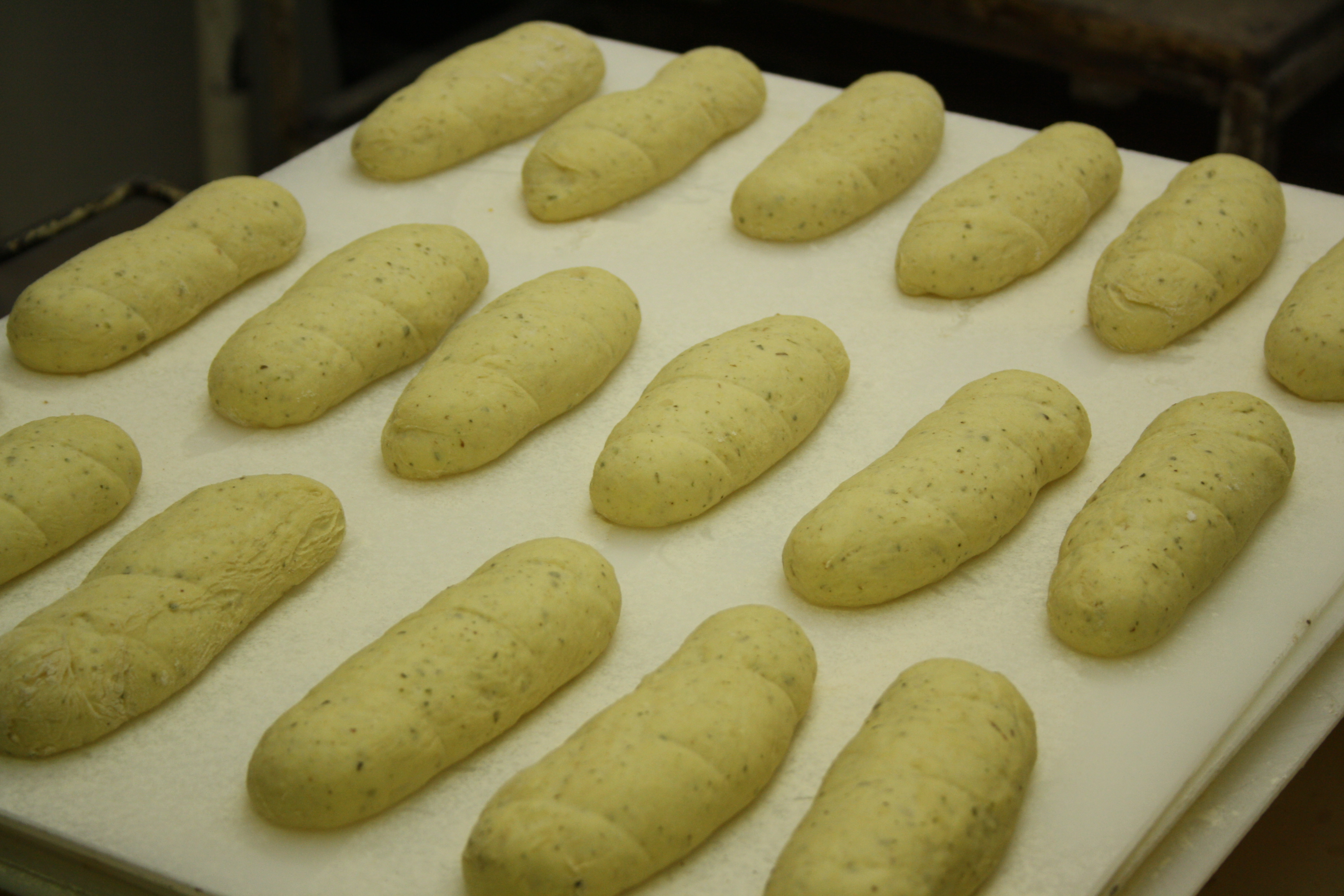
Teiglinge

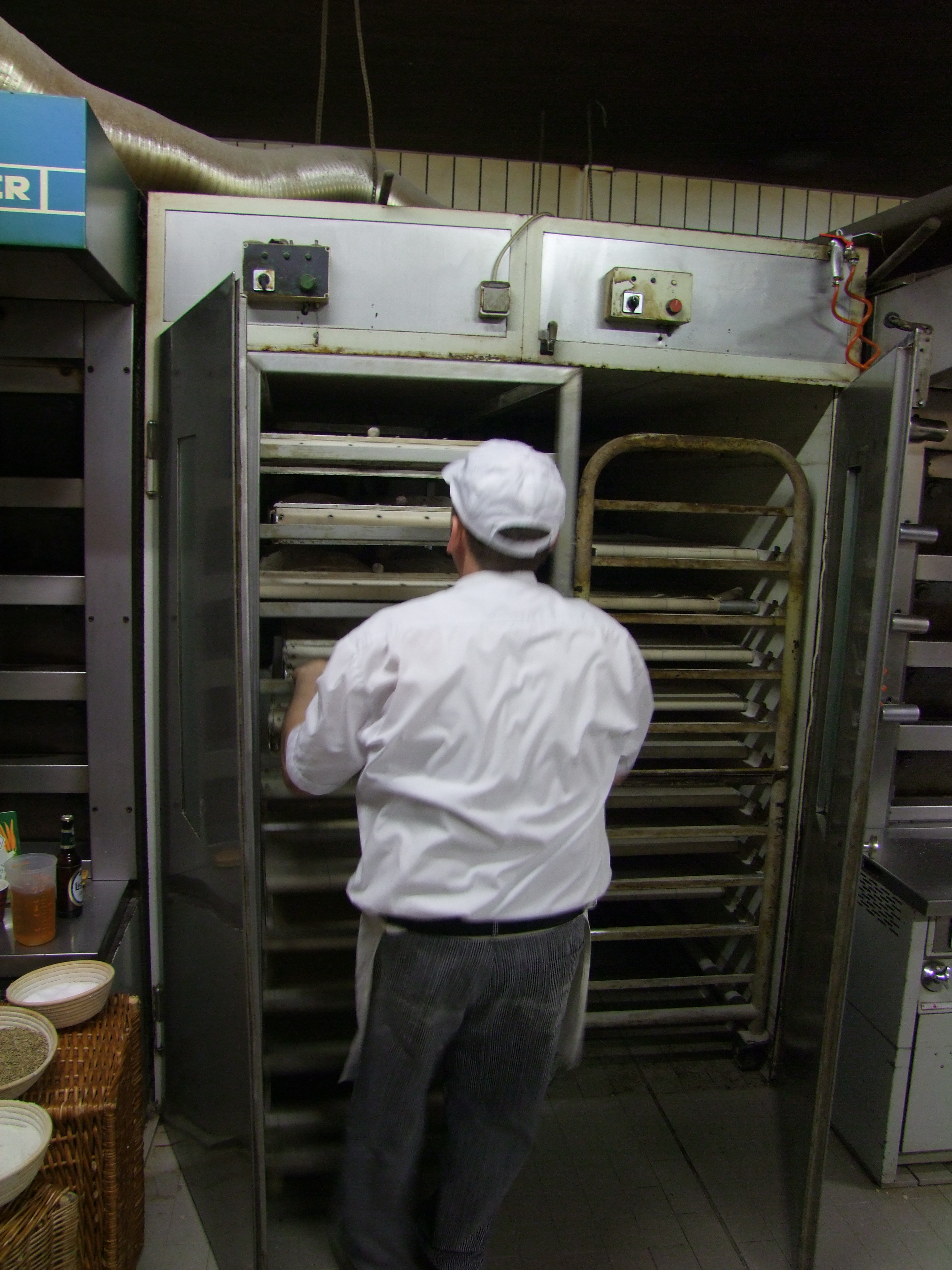
Gärschrank

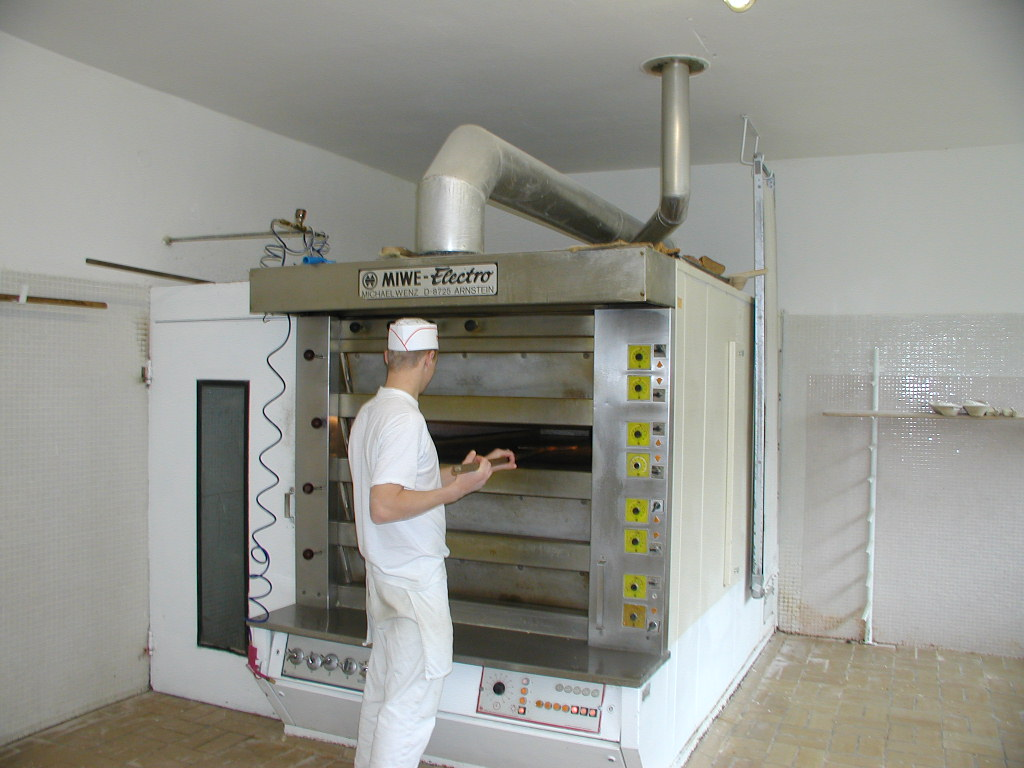
Einschieben oder Einschießen eines Teiglings in den Backofen mittels einer Schiebe oder Brotschaufel, auch Schieße oder Schütze genannt

Teigling bezeichnet ein fertig bearbeitetes, geformtes Stück rohen Teiges. Er kann sowohl frisch als auch in gekühltem (gärunterbrochenem) oder tiefgefrorenem Zustand sein.
Teiglinge ermöglichen es Backwarenverkaufsständen in Supermärkten, an Bahnhöfen oder in Tankstellen, frisch gebackenes Gebäck und Brot anzubieten, ohne dass eine Backstube vorhanden sein muss. Das Ausbacken von Teiglingen kann auch von ungelernten Hilfskräften mit stationären Backöfen erledigt werden („Ladenbacken“). Der Geruch von frisch gebackenen Backwaren ist ein wichtiger Kaufanreiz.
Die um das Jahr 2000 zunehmende Verbreitung solcher Backstationen hat zur Umgehung des Nacht- und Sonntagsbackverbotes geführt. Nachdem echte Bäckereien sich über zunehmende Umsatzeinbußen und Wettbewerbsnachteile beklagten, der durch den Brötchenverkauf gerade an Tankstellen entstand, wurden die arbeits- und gewerberechtlichen Vorschriften in diesem Bereich gelockert. Inzwischen dürfen deshalb auch Bäckereien sonntags früh Gebäck backen und verkaufen.
Diese Vertriebswege erforderten neue Technologien in der Backstube: die Gärverzögerung und die Gärunterbrechung.

## Gärverzögerung
Durch Kühlung auf +5 bis −5 °C können die Teiglinge bis zu 24 Stunden gelagert werden. Die Hefezellen stellen ihre Tätigkeit weitgehend ein und die Enzyme arbeiten sehr langsam. So können Bäcker mehrmals täglich frische Backwaren (Brezeln, Croissants, Plunder) anbieten.

## Gärunterbrechung
Teiglinge mit −18 °C können bis zu 72 Stunden aufbewahrt werden, sodass z. B. ein Wochenende oder ein Feiertag überbrückt werden können.
Damit die Teiglinge keinen Schaden durch die Kälte erleiden, gibt man ihnen etwas Fett und/oder spezielle Backmittel für Gärverzögerer oder Gärunterbrecher bei. So können Teiglinge nach kurzer Zeit nach Bedarf ausgebacken werden.

## Tiefkühlteigling
Unter einem Tiefkühlteigling versteht man einen rohen, vorgegarten und vorgeformten Teig, der unter speziellen Bedingungen schockgefrostet wurde. Dabei sollen Frische und Geschmack optimal erhalten bleiben. Durch das Schockfrosten wird der Teigling auf eine Kerntemperatur von −7 °C gebracht. Er wird dadurch nicht nur haltbar, sondern auch transportfähig. Man spricht hierbei auch von einer gezielten „Gärunterbrechung“, da die Hefezellen in ihrer Aktivität gestoppt werden. Erst beim Auftauen, im Gärschrank, beginnen die Hefezellen wieder mit ihrer Arbeit und lassen den Teig weiter aufgehen. Beim Backen erzielen sie ihre ganze Wirkung und der Teig geht auf (Ofentrieb).
In Österreich war Anton Haubenberger IV (Haubis) der Erste, der den Tiefkühlteigling entwickelt hatte. Mit dieser Innovation konnte er seine Vertriebskanäle deutlich erweitern.

### Schockfrosten vs. Tiefkühlen
Um einen Teigling richtig schockzufrosten, bedarf es nicht nur ausreichend kalter Temperaturen, sondern auch Wind, der dafür sorgt, dass die Feuchtigkeit des Teiges weggepustet wird. Ansonsten würden sich große Eiskristalle bilden, die die Hefezellen zerstören. Beim Backen würde dieser Teig nicht mehr richtig aufgehen.
In einem Schockfroster müssen die Teiglinge daher innerhalb von 30–50 Minuten von 35 °C (und einer Windgeschwindigkeit von 120 km/h) auf eine Kerntemperatur von −7 °C schockgefrostet werden. Es bilden sich dabei nur kleine Eiskristalle, die die Hefezellen nicht beschädigen. Die Zellwände bleiben intakt.
Beim haushaltsüblichen Tiefkühlen bilden sich große Eiskristalle, die die Zellwände zerstören – der Teig geht nach dem Auftauen nicht mehr auf.

### Lagerung im Froster
Wenn der Kern des Gefrierguts −7 °C erreicht hat, wird die Temperatur auf −18 °C weiter reduziert. Bei dieser gleichbleibend niedrigen Temperatur können die Teiglinge während der weiteren Tiefgefrierdauer gelagert werden.